# Sarmalia radiata
Sarmalia radiata är en fjärilsart som beskrevs av Walker 1866. Sarmalia radiata ingår i släktet Sarmalia och familjen Eupterotidae. Inga underarter finns listade.